# اولیویه پریر
اولیویه پریر (انگلیسی: Olivier Perrier؛ زادهٔ ۱۵ سپتامبر ۱۹۴۰) بازیگر اهل فرانسه است.
از فیلم‌ها یا برنامه‌های تلویزیونی که وی در آن نقش داشته‌است می‌توان به برای همسرم، از خدایان و انسان‌ها، سرنوشت احساساتی، و بخوان لبانم را اشاره کرد.